# Comité de coordination pour la refondation de la Quatrième Internationale
 (mars 2019).

Logo de la Quatrième Internationale.

Le Comité de coordination pour la refondation de la Quatrième Internationale (en anglais Coordinating Committee for the Refoundation of the Fourth International, CRFI) est une organisation internationale trotskyste. 
Le CRFI a été fondé en 2004 à Buenos Aires lors d’une conférence organisé par le Mouvement pour la Refondation de la Quatrième Internationale, lui-même fondé en 1997 à Gênes. 

Il se donne pour but pour la reconstruction de la IVe Internationale et la défense du Programme de transition de Trotsky. 
Dans son programme, le CRFI considère la chute des Etats ouvriers comme « une nouvelle étape dans l'ère impérialiste ».
Le CRFI édite la revue International Worker, publiée en anglais et en espagnol.
Le principal groupe du CRFI est le Partido Obrero argentin.
Le CRFI disparaît en 2020.